# Dazzle Vision
Dazzle Vision war eine vierköpfige japanische Alternative-Rockband mit Einflüssen aus Pop, Hardcore Punk und Metal.

## Geschichte
Die Band wurde 2003 von den Geschwistern Maiko (Gesang) und Takuro (Bass) gegründet und durch Natu (Schlagzeug) und Teru (Gitarre) vervollständigt, 2004 verließ Natu die Band und wurde von Haru ersetzt. Nachdem sie an verschiedenen Orten in Japan und auch in Taiwan spielten, unterzeichneten sie einen Vertrag bei dem Musiklabel Human Noise Records.
Am 3. November 2005 veröffentlichten Dazzle Vision ihre erste EP mit dem Titel Origin of Dazzle. Diese zeichnet sich durch die Vermischung von Death Metal, Grunge und Maikos Gesang, der zwischen klaren und geschrienen Passagen im Stile des Melodic Death Metal wechselt, aus. Ende 2006 verließ auch Teru die Band. Als Ersatz stieß Ryu zu ihnen. Der Durchbruch gelang der Band mit einer zehntägigen Tour durch Taiwan, die auch einen Auftritt auf dem Spring-Scream-Festival umfasste. Anschließend veröffentlichten sie am 25. April 2007 ihr erstes Album Camellia Japonica. Ein Musikvideo zum Lied Camellia wurde gedreht. Am 28. März 2008 wurde Origin of Dazzle ein zweites Mal veröffentlicht. Genau ein Jahr nach dem Erscheinen von Camellia Japonica, nämlich am 25. April 2008, gab Ryu bekannt, dass er Dazzle Vision verlassen würde. Mit dem neuen Gitarristen Yu veröffentlichte die Band am 28. November 2008 das Album Crystal Childern. Zum Lied Here wurde ebenfalls ein Musikvideo produziert. Darauf folgte die Veröffentlichung der in eigener Regie aufgenommenen Single Metsu / All Refused.
Im April 2010 traten Dazzle Vision auf der Anime-Convention Sakura-Con in Seattle auf. Hierbei handelte es sich um den ersten Auftritt in den Vereinigten Staaten. Das vierte Album und zugleich das US-Debüt der Band To the Next wurde am 12. Mai 2010 veröffentlicht. Noch vor dem Dreh zum Musikvideo von Vision musste Yu auf Grund seiner schlechten körperlichen Verfassung seine Karriere als Gitarrist beenden. Gitarrist Nummer vier wurde John. In der ersten Hälfte des Jahres 2011 wurden zwei Singles, nämlich Sakura (23. Februar) und Reason (30. März), sowie die Download-Single Kirari (14. April) veröffentlicht, gefolgt von ihrem fünften Studioalbum Kirari (d. h. funkelnd), das am 3. Juni 2011 erschien. Kurz darauf erschienen auch die Musikvideos zu den Songs Like I’m Not Real und Kirari.
Danach erschienen am 31. März 2012 die beiden Singles Second und This Is What Rock ’n’ Roll Looks Like. Letztere war eine Zusammenarbeit mit Ivan Moody, dem Sänger der US-amerikanischen Metalband Five Finger Death Punch. Am 4. Mai 2012 erschien die Kompilation Shocking Loud Voice, die sieben neu abgemischte, zwei neue und einen Live-Song enthält. Die Single Evolution folgte am 9. November 2012. Die Musikvideos zu Second und Evolution erschienen ebenfalls 2012. Im April 2013 wurde auch John, von gesundheitlichen Problemen geplagt, gezwungen, die Band zu verlassen. Sein Platz wurde von Tony übernommen, der vorher bei der Band SYN, der neuen Band der ehemaligen High and Mighty Color-Sängerin Halca, gespielt hatte. Am 7. März 2014 erschien das Album Final Attack. Das Musikvideo zu Final Attack erschien am 5. Februar 2014.
Am 22. April 2015 gaben Dazzle Vision über ihre Facebookseite ihre Band-Auflösung bekannt, ohne weitere gründe hierfür zu benennen.

## Leitspruch
Der Leitspruch von Dazzle Vision war „Children Create the World“ (d. h. Kinder erschaffen die Welt), dieser Spruch ist auch Teil ihres Bandlogos. Maiko sagte dazu in einem Interview:

“Our concept is “Children create the world.” Adults, who are moving the world and society now, all started out as children. As we grow up, we tend to justify escaping or compromising by making excuses. In a pure way, we want to deliver the thoughts we had as children to create a wonderful world.”

„Unser Konzept ist: Kinder erschaffen die Welt, Erwachsene die nun die Gesellschaft und Welt beeinflussen waren alle mal Kinder, leider neigen wir auf dem Weg des Erwachsenwerdens dazu unsere Unbeschwertheit zu verlieren. Eigentlich wollen wir die Gedanken die wir als Kinder hatten beibehalten um eine wunderbare Welt zu erschaffen.“

## Stil
Dazzle Vision waren dafür bekannt, dass ihre Alben jeweils einen neuen unverwechselbaren Sound hatten. Natürlich haben westliche Bands wie Evanescence, Black Sabbath und Metallica ihren Sound beeinflusst. Während die Band ihren Stil selbst als Screamo-Pop bezeichnet, findet man in ihrer Musik viele verschiedene Stile wie Heavy Metal, Alternative Metal, Thrash Metal, Grunge und Synth Rock. In der japanischen Alternative-Szene hatten Dazzle Vision mit ihrer Mischung aus klarem und geschrienem Gesang und ihren sowohl harten als auch sanften Riffs, gepaart mit Elektronikelementen einen großen Einfluss.

## Diskografie
Alben
- 2007: Camellia Japonica
- 2008: Crystal Children
- 2010: To the Next (US-Debüt)
- 2011: Kirari
- 2012: Shocking Loud Voice
- 2013: Live in Pittsburgh (Livealbum)
- 2014: Final Attack

EPs
- 2005: Origin of Dazzle

Singles
- 2008: Metsu / All Refused
- 2011: Sakura
- 2011: Reason
- 2011: Kirari
- 2012: Second
- 2012: This Is What Rock ’n’ Roll Looks Like
- 2012: Evolution